# Саргын, Бурхан
Бурха́н Саргы́н (тур. Burhan Sargın, по некоторым источникам Burhan Sargun; 12 февраля 1929, Анкара, Турция — 15 сентября 2023) — турецкий футболист, нападающий. Участник чемпионата мира 1954 года.

## Клубная карьера
Первой командой для Бурхана Саргына был клуб «Хаджеттепе», выступавший в футбольной лиге Анкары. Он дебютировал за него в 1946 году, а в сезоне 1949/50 вместе с командой стал чемпионом этой лиги. После этого его пригласили в Стамбул, где с 1951 года он в течение 10 лет защищал цвета «Фенербахче». Всего за это время Бурхан провёл за «жёлто-синих» 176 матчей и забил 112 голов, дважды став чемпионом Турции.
Своё прозвище «Монстр» (тур. Canavar) Саргын получил ещё в школе от своего тренера из-за того, что постоянно играл в агрессивный и атакующий футбол.

## Карьера в сборной
Товарищеский матч с командой Швейцарии, который туркам удалось выиграть 2:1, стал для Саргына дебютным за сборную Турции. Бурхан участвовал в чемпионате мира 1954 года, где в матче с Южной Кореей сделал хет-трик, который помог разгромить азиатскую команду со счётом 7:0. Но уступив в дополнительном матче ФРГ, Турции не удалось выйти в плей-офф чемпионата мира. После мирового первенства Бурхан вызывался в сборную лишь единожды — на товарищескую встречу с Югославией. Всего же за национальную команду Бурхан Саргын провёл 8 матчей, в которых 7 раз праздновал забитые мячи.

## Достижения
«Фенербахче»
- Чемпион Турции (2): 1959, 1960/61
- Серебряный призёр чемпионата Турции: 1959/60
- Чемпион Стамбульской лиги (3): 1953, 1957, 1959
- Серебряный призёр Стамбульской лиги (2): 1956, 1958